# به تو مدیونم
به تومدیونم تک آهنگی از نصرالله معین است که بعد از آهنگ هوای خونه روانه بازار گشت.
این آهنگ مضمونی عاشقانه دارد و به سبک آهنگ‌های دهه ۶۰معین است وتوسط رضا خواجوی سروده شده‌است. آهنگ سازی این کار همانند کار قبلی توسط عارف شکوری انجام شد. تنظیم کار هم بر عهده عارف شکوری بود.